# Paspalum penicillatum
Paspalum penicillatum är en gräsart som beskrevs av Joseph Dalton Hooker. Paspalum penicillatum ingår i släktet tvillinghirser, och familjen gräs. Inga underarter finns listade i Catalogue of Life.